# Matthew Henry Richey
Pour les articles homonymes, voir Richey.
Matthew Henry Richey, né le 10 juin 1828 à Windsor et mort le 21 février 1911 à Halifax est un homme politique canadien qui fut Lieutenant-gouverneur de la province de Nouvelle-Écosse de 1883 à 1888.